# Barbara Sukowa
Barbara Sukowa (ur. 2 lutego 1950 w Bremie) – niemiecka aktorka telewizyjna i teatralna.

## Życiorys
Aktorka ukończyła Max-Reinhardt-Schule für Schauspiel w Berlinie.
Zasiadała w jury konkursu głównego na 53. MFF w Cannes (2000).
Od 1994 mężem Sukowej jest amerykański reżyser Robert Longo. Aktorka ma trzech synów z trzech różnych związków. Ostatniego z Longo, drugiego ze związku z niemieckim aktorem i reżyserem Hansem-Michaelem Rehbergiem i pierwszego ze związku z polskim aktorem Danielem Olbrychskim.

## Filmografia
- 1977: Frauen in New York (reż. Rainer Werner Fassbinder)
- 1977: Heinrich Heine (reż. Klaus Emmerich)
- 1980: Berlin Alexanderplatz (reż. Rainer Werner Fassbinder)
- 1981: Czas ołowiu (reż. Margarethe von Trotta)
- 1981: Lola (reż. Rainer Werner Fassbinder)
- 1982: Die Jäger (reż. Károly Makk)
- 1983: Équateur (reż. Serge Gainsbourg)
- 1983: Un dimanche de flic (reż. Michel Vianey)
- 1986: Róża Luksemburg (reż. Margarethe von Trotta)
- 1987: Die Verliebten (reż. Jeanine Meerapfel)
- 1987: Sycylijczyk (reż. Michael Cimino)
- 1990: Homo Faber (reż. Volker Schlöndorff)
- 1991: Europa (reż. Lars von Trier)
- 1993: M. Butterfly (reż. David Cronenberg)
- 1995: Johnny Mnemonic (reż. Robert Longo)
- 1995: Office Killer (reż. Cindy Sherman)
- 1997: Im Namen der Unschuld (reż. Andreas Kleinert)
- 1999: Star! Star! (reż. Jette Müller)
- 1999: Cradle Will Rock (reż. Tim Robbins)
- 1999: Trzeci cud (reż. Agnieszka Holland)
- 1999: Urbania (reż. Jon Matthews)
- 2001: Thirteen Conversations About One Thing (reż. Jill Sprecher)
- 2003: Hierankl (reż. Hans Steinbichler)
- 2005: Romanse i papierosy (reż. John Turturro)
- 2008: Die Entdeckung der Currywurst (reż. Ulla Wagner)
- 2009: Weronika postanawia umrzeć (reż. Emily Young)
- 2009: Vision – Aus dem Leben der Hildegard von Bingen (reż. Margarethe von Trotta)
- 2011: Nacht ohne Morgen (reż. Andreas Kleinert)
- 2012: Hannah Arendt (reż. Margarethe von Trotta)
- 2015: 12 małp (serial, jako dr Jones)
- 2017: Atomic Blonde (reż. David Leitch)